# إدواردو كاسيريس
إدواردو كاسيريس هو سياسي أرجنتيني، ولد في 1906، وتوفي في 31 يناير 1980 في مدينة غواتيمالا في غواتيمالا.